# Зубовичі
Зубовичі (пол. Zubowice, Зубовіце) — село в Польщі, у гміні Комарів-Осада Замойського повіту Люблінського воєводства. Розташоване приблизно за 25 км на південний схід від Замостя і 99 км на південний схід від обласного центру Любліна. Населення — 479 осіб (2011).
У Зубовичах є історична церква Святого Архангела Михаїла, раніше греко-католицька та православна церква, нині римсько-католицький костел. Храм датується XVIII століття (Можливо, з 1777 р.). Поруч з церквою знаходиться дерев'яна дзвіниця 1777 р.

## Історія

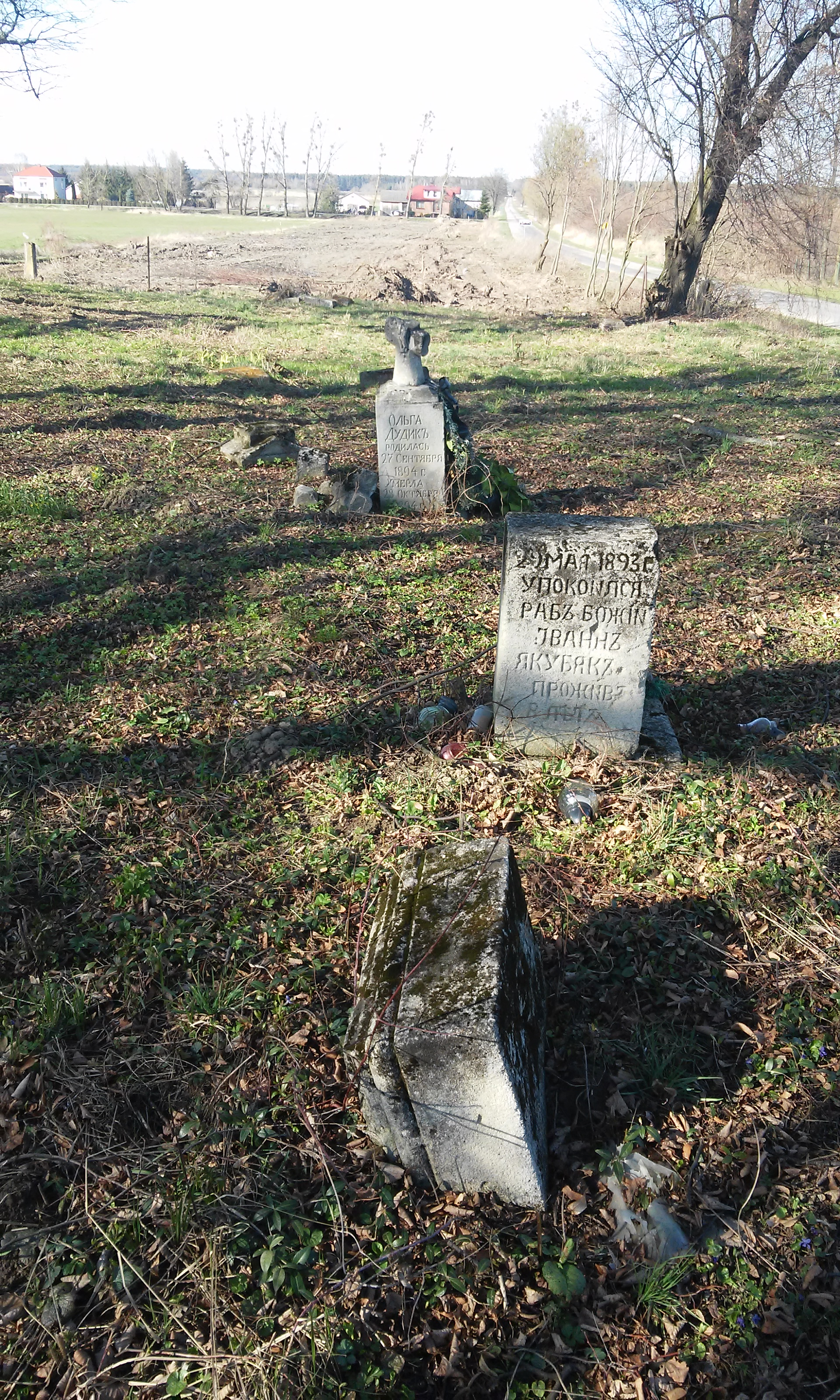
Православний цвинтар

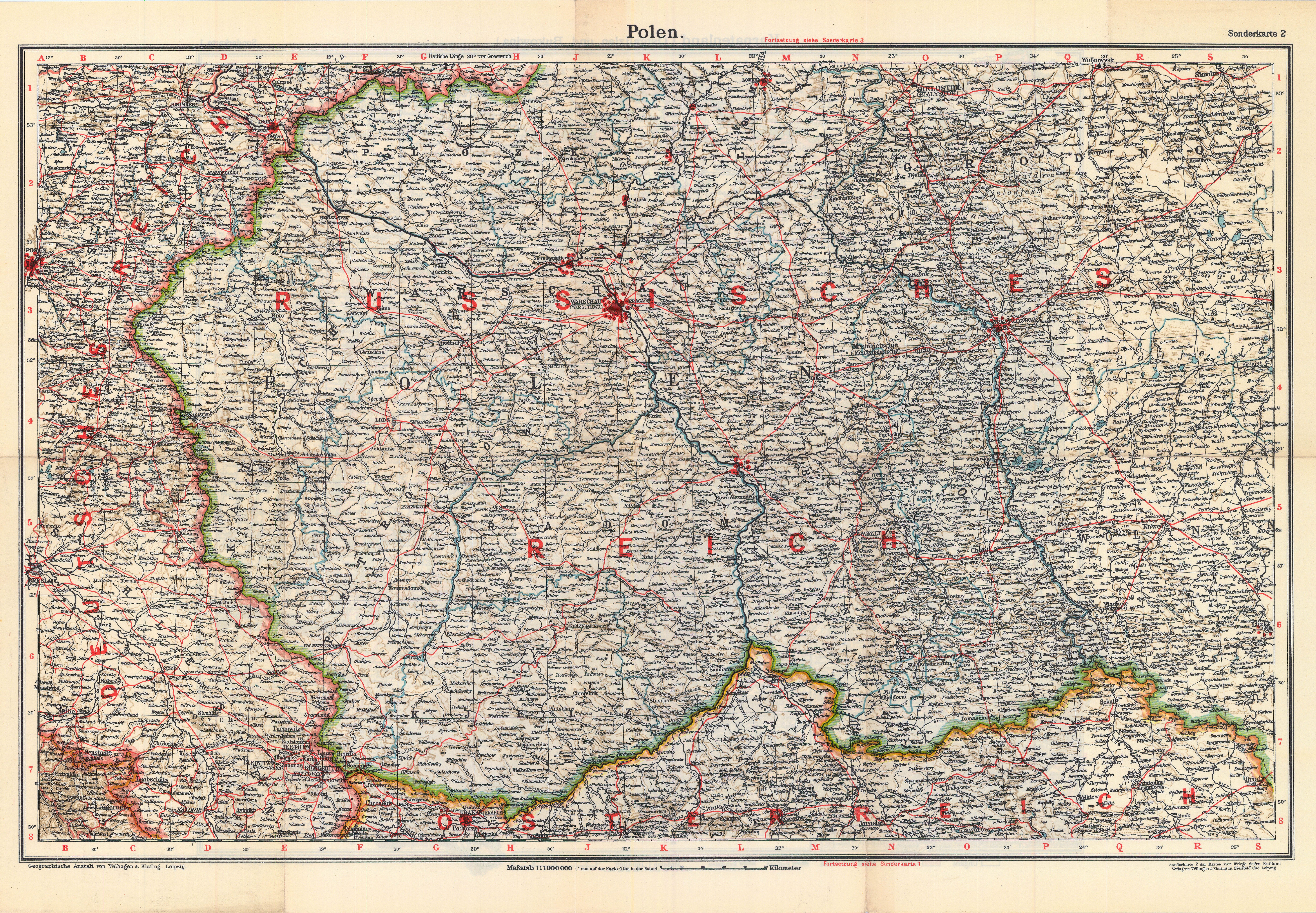
с. Зубовичі на військовій німецькій мапі з 1916р

1578 року вперше згадується православна церква в селі.
За даними етнографічної експедиції 1869—1870 років під керівництвом Павла Чубинського, у селі здебільшого проживали греко-католики, усе населення розмовляло українською мовою.
У міжвоєнні 1918—1939 роки польська влада в рамках великої акції руйнування та відбирання українських храмів на Холмщині і Підляшші перетворила місцеву православну церкву на римо-католицький костел.
За німецької окупації у селі діяла українська школа. 17 грудня 1942 року німецька адміністрація провела акцію переселення в Зубовичі німців-фольксдойче. Натомість 128 родин українців (486 осіб) були виселені в містечко Тишівці та присілки Замлиння і Дубини, а поляки втекли й переховувалися в сусідніх лісах і селах.
6-15 липня 1947 року під час операції «Вісла» польська армія виселила зі села на приєднані до Польщі північно-західні терени 8 українців. У селі залишилося 132 поляки.
У 1975—1998 роках село належало до Замойського воєводства.

## Демографія
Демографічна структура станом на 31 березня 2011 року:
|          | Загалом | Допрацездатний вік | Працездатний вік | Постпрацездатний вік |
| -------- | ------- | ------------------ | ---------------- | -------------------- |
| Чоловіки | 223     | 39                 | 156              | 28                   |
| Жінки    | 256     | 42                 | 146              | 68                   |
| Разом    | 479     | 81                 | 302              | 96                   |

## Особистості

### Народилися
- Роман Кутас (нар. 1933) — український геофізик[8].